# Фостер, Дэвид
Дэвид Фостер (David Foster, род. 1 ноября 1949 г.) — канадский певец и клавишник, больше известный в качестве одного из самых успешных продюсеров в истории популярной музыки. На его счету 16 наград «Грэмми», из них три — в номинации «лучший продюсер года». За благотворительные начинания Фостер и его супруга, Линда Томпсон, удостоены Ордена Канады.

## Биография
Подростком Фостер подыгрывал Чаку Берри, а в 1970-е участвовал в качестве сессионного музыканта в записях Джона Леннона, Джорджа Харрисона, Майкла Джексона, Дайаны Росс, Барбры Стрейзанд, Рода Стюарта, Тине Тернер, Джона Андерсена, Шер, Арета Франклин, Питер Сетера, Джо Кокер, Лайонел Ричи и Томми Болина. Также он играл в составе группы «Skylark». Написал саундтрек к фильму «Огни святого Эльма».
Коммерческий успех в качестве продюсера пришёл к Фостеру в 1984 году, когда записанные им для Chicago («Chicago 17») и Лайонела Ричи («Can’t Slow Down»), альбомы выиграли целый букет «Грэмми», в том числе за лучший альбом года. Своими масштабно задуманными и безупречно записанными лирическими композициями на романтические темы («балладами») он во многом определил музыкальный жанр «adult contemporary». Записанные Фостером композиции в общей сложности возглавляли американские чарты продаж на протяжении 42 недель.
Кульминацией карьеры Фостера стала работа в начале 1990-х с голосистыми поп-дивами Уитни Хьюстон (саундтрек к фильму «Телохранитель»), Натали Коул («Unforgettable») и в особенности Селин Дион («Falling into You»), каждая из которых добавила в его копилку по «Грэмми» за альбом года. Он также записывал суперхиты для Мэрайи Кэри («Heartbreaker»), Тони Брэкстон («Un-Break My Heart») и Мадонны («You’ll See»). Вместе с Бэйбифейсом написал песню «The Power of the Dream», которую на открытии Олимпийских игр в Атланте исполнила Селин Дион.
К концу 1990-х в музыкальных кругах началась реакция против продюсируемого Фостером материала, который стали называть излишне рафинированным и бездушным. Невзирая на участившиеся нападки музыкальных критиков, Фостер продолжает работать в формате «adult contemporary» (современная поп-музыка для взрослых слушателей) с такими исполнителями, как Джош Гробан и Майкл Бубле.

## Список певцов и певиц, на становление которых, как продюсер Фостер оказал сильное влияние

### Певцы
- Джеймс Ингрэм
- Пеабо Брайсон
- Бэбифейс
- Андреа Бочелли
- Джим Брикмэн
- Kenny G
- Джон Фарнем
- Брайан Адамс
- Род Стюарт
- Лайонел Ричи
- Джон Андерсон
- Питер Сетера

### Певицы

#### 1980-е
- Оливия Ньютон Джон
- Тина Тернер
- Арета Франклин

#### 1990-е
- Хьюстон, Уитни
- Мэрайи Кэри
- Селин Дион
- Тони Брэкстон
- Джордан Хилл[8]
- Брэнди Райана Норвуд
- Мадонна
- Шер
- Барбара Стрейзанд
- Натали Коул
- Майкл Болтон
- Ричард Маркс
- Джо Кокер
- Лиза Стэнсфилд

## Личная жизнь
Фостер был пять раз женат, имеет шестерых детей и девятерых внуков. Его первый ребенок, дочь, Эллисон Джонс Фостер, родилась 6 апреля 1970 года, когда Дэвиду было 20 лет. Девочка была отдана Дэвидом на удочерение и росла в приемной семье. Фостер восстановил с ней связь, когда Эллисон было 30 лет. C 1972 по 1981 год был женат на певице Бонни Джин «Би Джей» Кук. 29 июля 1973 года у Фостера и Кук родилась дочь, Эми Скайларк Фостер.
C 1982 по 1986 год был женат на Ребекке Дайер. У бывших супругов трое дочерей — Сара Майкл Фостер (род. 5 февраля 1981), Эрин Тэйлор Фостер (род. 23 августа 1982) и Джордан Д. Фостер (род. 26 сентября 1985).
С 1991 по 2005 год состоял в браке с актрисой и поэтессой Линдой Томпсон, вместе с которой они создали несколько песен, одной из наиболее известных из них является No Explanation, написанной для фильма «Красотка» (1990). Фостер был отчимом для сыновей Линды и Кейтлин Дженнер — Броди и Брэндона Дженнер.
В 2007 году женился на модели и теледиве Иоланде Хадид, и стал отчимом супермоделей Джиджи и Бэллы Хадид. В 2017 году пара развелась.
С 2017 встречается с американской актрисой Кэтрин Макфи, которая младше Дэвида на 35 лет. В июле 2018 года Дэвид сделал Кэтрин предложение, и она ответила согласием. Они поженились 28 июня 2019 года. В феврале 2021 года у супругов родился сын, которого назвали Ренни Дэвид Фостер.
У Фостера девять внуков — внуки Тристан Джонс (род 4 февраля 2000) и Эйрон Джонс (род 17 января 2002) от старшей дочери Эллисон; внучки Микэйла Фостер (род. 17 января 1999), Ива Фостер (род. 2 августа 2003) и внук Вон Фриман (род. 3 августа 2010) от дочери Эми; внучки Валентина Эвелин Хаас (род. 14 ноября 2010) и Джозефин Лена Хаас (род. 11 ноября 2015) от дочери Сары; внук Отто Тайгер Морис Вудгер (род. 5 февраля 2018) и внучка Джуни Маргарет Вудгер (род. апрель 2020) от Джордан.

## Дискография
- Skylark (self-titled) (1972)
- Skylark — 2 (1974)
- Attitudes (self-titled) (1976)
- Attitudes — Good News (1977)
- Airplay (self-titled) (1980)
- David Foster — The Best of Me (1983)
- David Foster (self-titled) (1986)
- David Foster — The Symphony Sessions (1988)
- David Foster — Time Passing (1989)
- David Foster — River of Love (1990)
- David Foster — Rechordings (1991)
- David Foster — A Touch Of David Foster (1992)
- David Foster — The Christmas Album (1993)
- David Foster — Love Lights The World (1994)
- David Foster — The Best Of Me: A Collection of David Foster’s Greatest Works (2000)
- David Foster — O Canada — with Lara Fabian (2001)
- David Foster — Love Stories (2002)
- David Foster — Teko’s Theme — with Nita Whitaker (2003)
- David Foster — The Best Of Me — Original Recording Remastered (2004)
- David Foster — Hitman: David Foster and Friends (2008)

## Синглы
- 1985 — Love Theme From St. Elmo’s Fire (US #15)
- 1986 — Best of Me (duet with Olivia Newton-John)
- 1988 — «Winter Games (Can’t You Feel It)» — Official theme song for the Calgary 1988 Winter Olympics